# Classe DN
Classe DN est le nom de la classe de char à glace apparue dans les années 1936-1937, ayant pris les initiales de Detroit News.

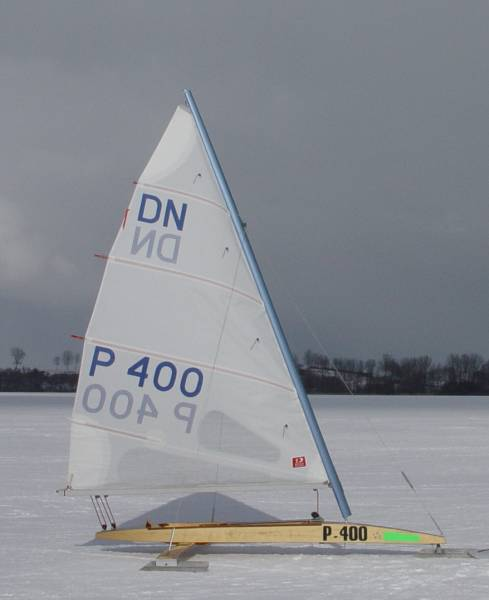
Le classe DN sur le lac gelé de Żnin en Pologne.

## Caractéristiques techniques
- Vitesse : environ 140 km/h
- Surface propulsive : 6.5 m2
- Empattement avant-arrière : 3,7 m
- Poids 30-50 kg
- Hauteur de mât : 4,8 m - maxi

## Championnats du monde
- Quelques semaines par an, les lacs sont gelés dans les pays qui organisent les championnats du monde de char à glace, dont la périodicité annuelle n'est pas acquise.
- Michał Burczyński, Tomasz Zakrzewski ou Karol Jabłoński sont les derniers champions du monde de la catégorie.